# Hadena ferrisparsa
Hadena ferrisparsa là một loài bướm đêm trong họ Noctuidae.